# حزب کمونیست آرژانتین (کنگره فوق‌العاده)
حزب کمونیست آرژانتین (کنگرهٔ فوق‌العاده) حزبی سیاسی در آرژانتین است.
رهبر کنونی آن پابلو پریرا است.
این حزب در دسامبر ۱۹۹۶ در کنگره‌ای که در کاسا سویزا، بوینس آیرس، آرژانتین برگزار شد، تشکیل خود را به عنوان انشعابی از حزب کمونیست آرژانتین اعلام کرد.
شاخهٔ جوانان آن فدراسیون جوانان کمونیست (کنگرهٔ فوق‌العاده) نام دارد.
1. ↑  ویکیپدیا انگلیسی